# Quinupramine
Quinupramine (tên thương hiệu Kevopril, Kinupril, Adeprim, Quinuprine) là thuốc chống trầm cảm ba vòng (TCA) được sử dụng ở châu Âu để điều trị trầm cảm.
Dược, quinupramine hoạt động in vitro như một  chất đối kháng thụ thể acetylcholine muscarinic mạnh (anticholinergic) và H 1 thụ thể đối kháng (kháng histamin),  đối kháng thụ thể 5-HT 2  trung bình, và serotonin yếu và chất ức chế tái hấp thu norepinephrine. Nó có ái lực không đáng kể đối với thụ thể α 1 -adrenergic, alpha 2 -adrenergic, β-adrenergic, hay D <sub id="mwKA">2</sub>.
Trên lâm sàng, quinupramine được báo cáo là kích thích tương tự imipramine, desipramine và demexiptiline. Có thể suy ra rằng các chất chuyển hóa in vivo của nó có thể có tác dụng mạnh hơn đối với sự tái hấp thu của norepinephrine và/hoặc serotonin so với chính quinupramine.